# 霍洛瓦尼夫斯克
霍洛瓦尼夫斯克（羅馬化：Holovanivsk，發音：[ɦɔɫɔˈʋanʲiu̯sʲk]）是乌克兰中部基洛夫格勒州霍洛瓦尼夫斯克区霍洛瓦尼夫斯克市镇内的鎮，为该区及该市镇的行政中心。該市始建於1757年，面積6.82平方公里，海拔高度166米，2022年人口数量为5,646人。

## 图集

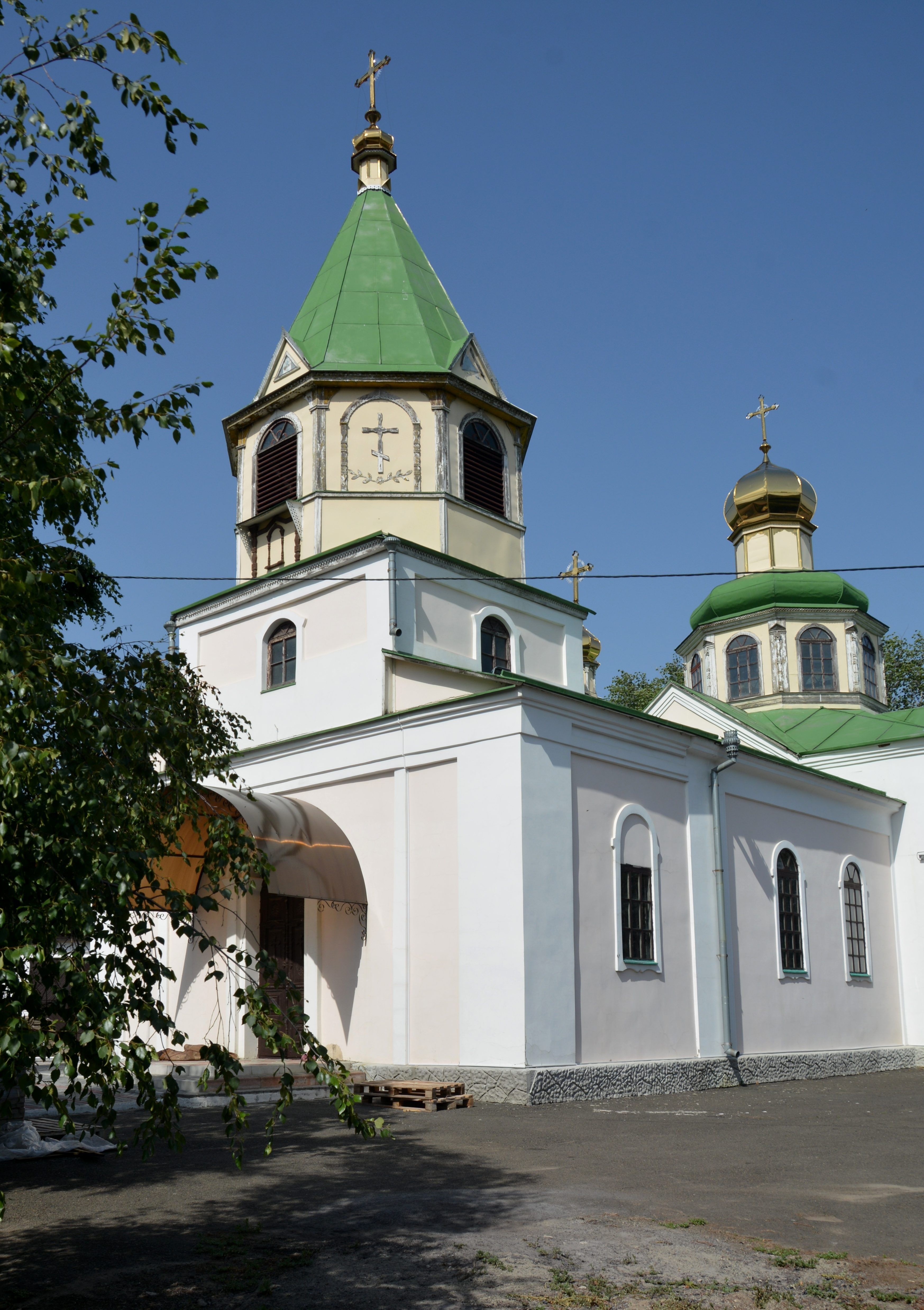
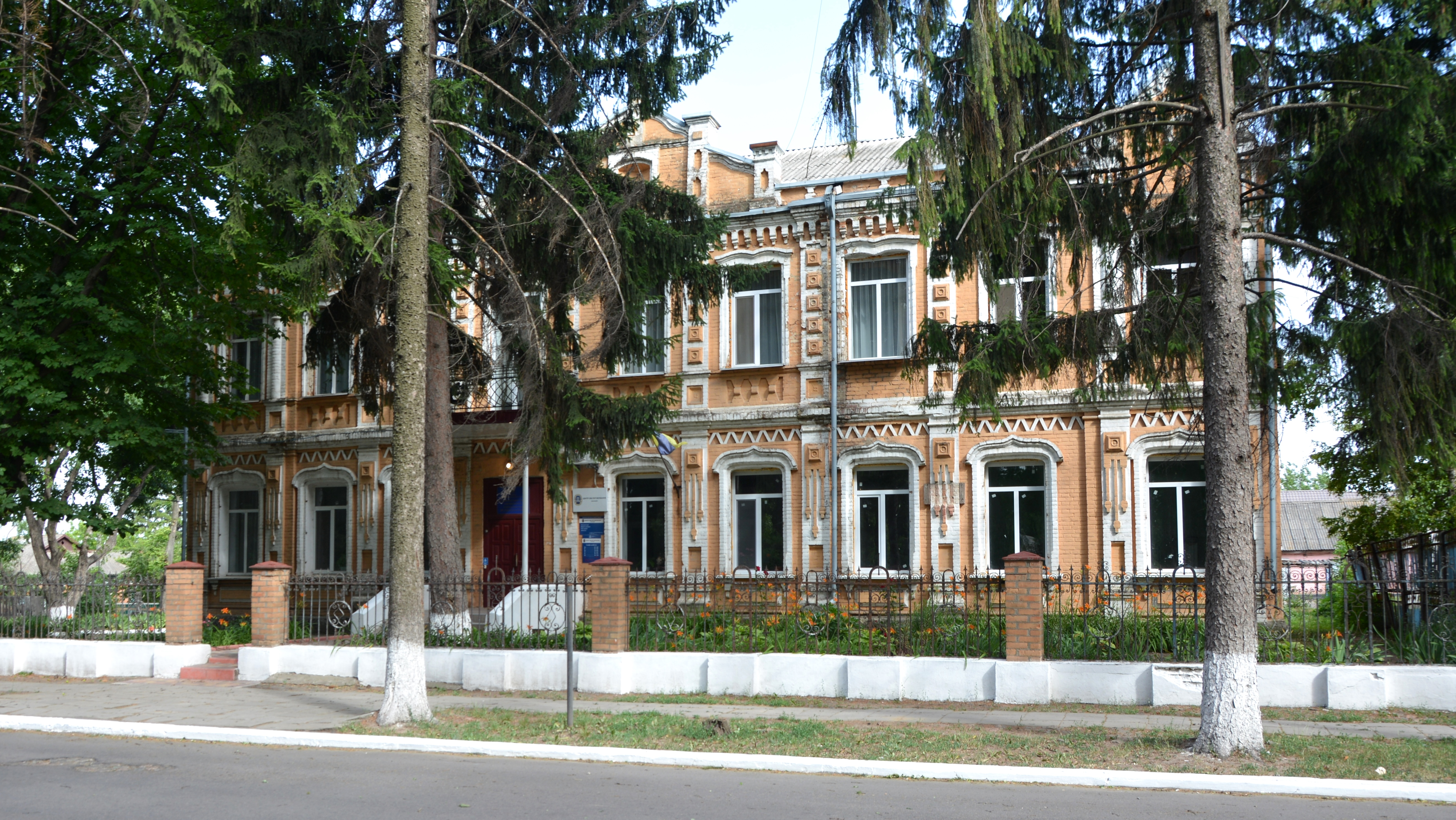
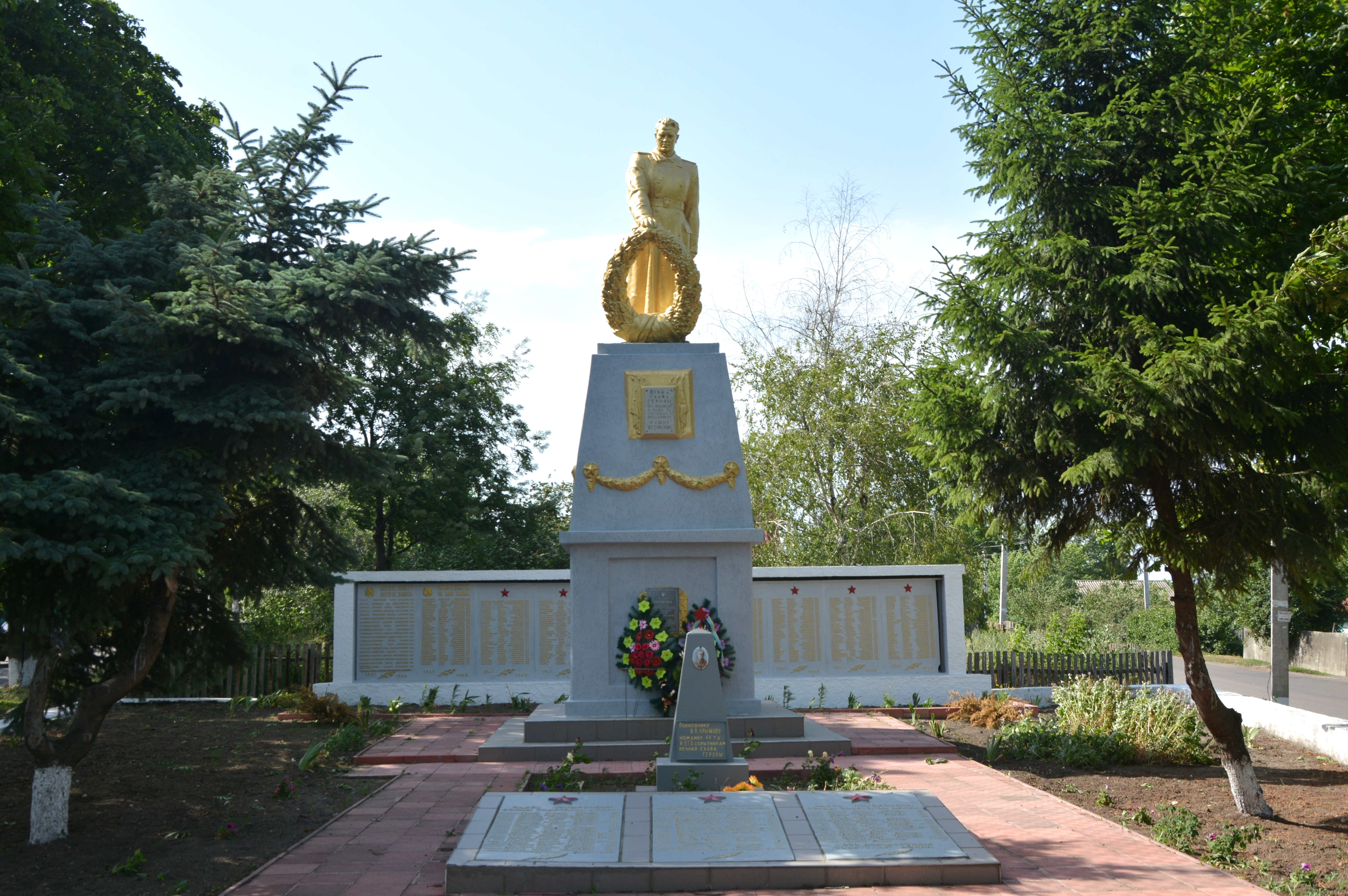
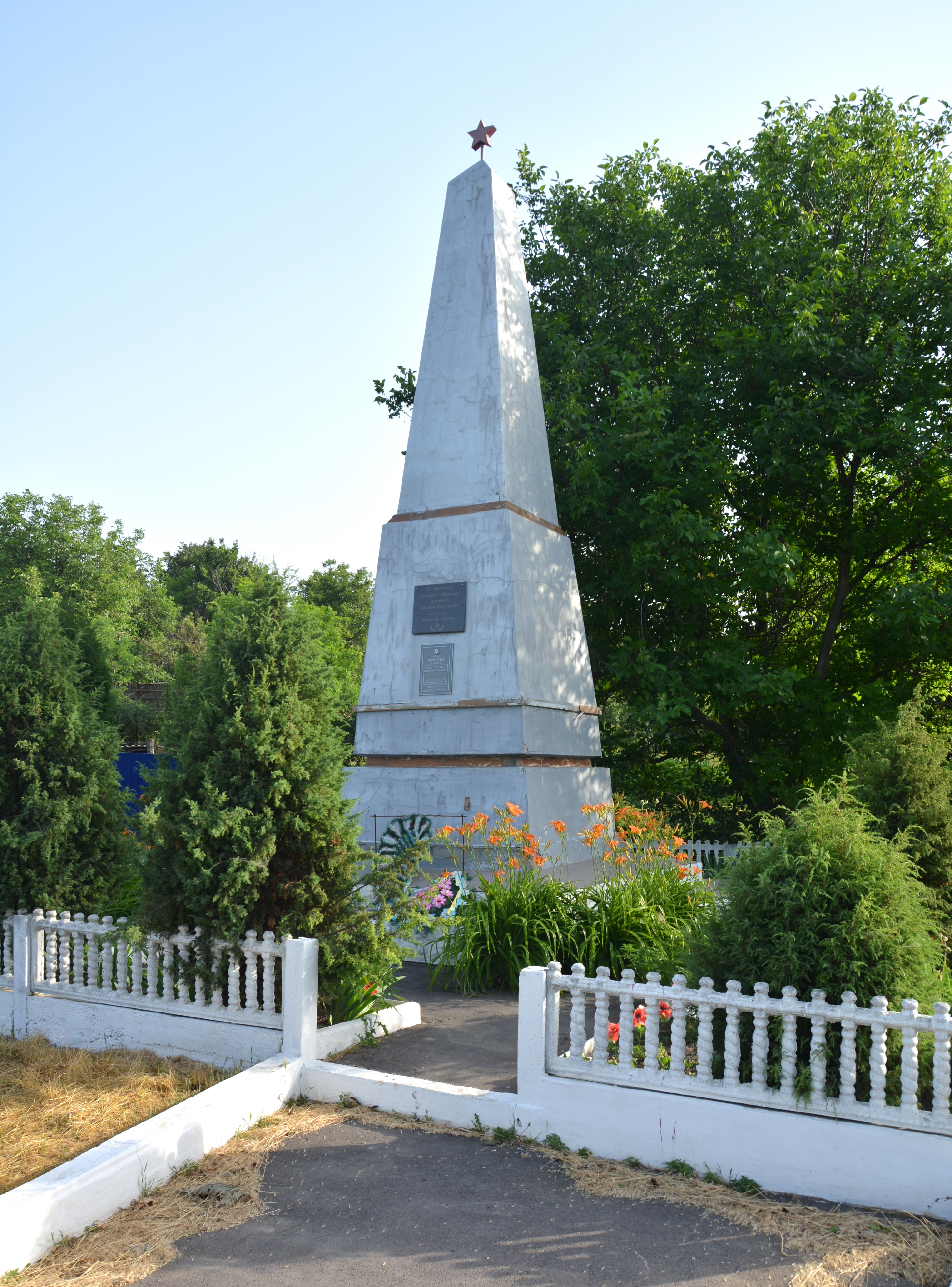

## 來源
1. ↑  . 北京: 中国地图出版社. 2023. ISBN 9787520431699.
2. ↑   (PDF).   [2023-01-04]. （原始内容存档 (PDF)于2022-08-10）.